# Ectropothecium densum
Ectropothecium densum är en bladmossart som beskrevs av Hugh Neville Dixon och Potier de la Varde 1927. Ectropothecium densum ingår i släktet Ectropothecium och familjen Hypnaceae. Inga underarter finns listade i Catalogue of Life.